# UCATx
UCATx és una plataforma per recollir els MOOC de les universitats catalanes que va néixer el 2015 impulsat per la Generalitat i va tancar mesos després. Va tenir un cost de 109.000 euros.
El binomi Internet-educació està més de moda que mai. Cada vegada hi ha més gent que estudia a distància perquè és una bona opció per poder compaginar estudis i feina i perquè l'educació en línia permet una flexibilitat horària total. Fa pocs anys, les universitats catalanes van veure la tirada que començava a tenir aquest fenomen i, seguint l'exemple dels Estats Units, van començar a oferir cursos en línia oberts a tothom, gratuïts i no exclusius per a estudiants universitaris. La idea era fer arribar l'ensenyament de qualitat a tothom, més enllà del seu lloc de procedència, classe social o nivell econòmic. La iniciativa va ser un èxit i ben aviat es a arribar a Catalunya. Des d'aleshores han aparegut moltes plataformes que recullen l'oferta de cursos d'universitats de tot el món, com Coursera, EdX o Udacity, per citar-ne algunes.
Per iniciativa de la Secretaria d'Universitats i Recerca, a Catalunya es va crear la plataforma UCATx amb l'objectiu d'agrupar en un sol portal tota l'oferta de MOOCs de les universitats catalanes. D'aquesta manera, UCATx esdevé una nova finestra conjunta per facilitar l'accés a totes aquelles persones que vulguin participar-hi. La majoria dels MOOC que s'hi presenten tenen una durada d'entre quatre i deu setmanes i, en la majoria de casos, s'atorga un certificat d'aprofitament, si es demostra que s'han assimilat uns continguts mínims.